# Massimo Volume/Bachi da pietra
Massimo Volume/Bachi da pietra è uno split EP condiviso tra i Massimo Volume e i Bachi da pietra pubblicato il 15 aprile 2011 in CD, digitale e vinile 12" da La Tempesta Dischi con la collaborazione del Bronson di Ravenna e del Circolo degli Artisti di Roma. La distribuzione è stata invece affidata a Venus Dischi.

## Il disco
La partecipazione tra i due gruppi nasce durante tour condiviso svoltosi a partire da novembre del 2010 dopo l'uscita di Cattive abitudini dei Massimo Volume in occasione della loro riunione dopo 4 anni di inattività. Nel comunicato stampa Emidio Clementi afferma che l'idea di dividere l'EP con i Bachi da pietra è stata ispirata da Christopher Angiolini, titolare del locale Bronson di Ravenna e della relativa casa di produzione.
(Emidio Clementi.)
Il disco viene quindi registrato tra febbraio e marzo del 2011.
Il disco è stato presentato in anteprima l'8 aprile 2011 durante un'esibizione al "Covo" di Bologna.
L'album è composto da due inediti Un altro domani e Stige 11 e da due reinterpretazioni ciascuno di un brano dell'altro gruppo: Litio proveniente da Cattive abitudini dei Massimo Volume resa «aspra e inquietante»; e Morse estratto da Quarzo dei Bachi da pietra, la cui atmosfera secondo Emidio Clementi evoca «certe orchestrazioni di Gil Evans».
Il video di Un altro domani diretto e montato da Annapaola Martin viene presentato in esclusiva sul sito di Rolling Stone Italia.

## Critica
| Recensione           | Giudizio |
| -------------------- | -------- |
| Il Mucchio Selvaggio | positivo |
| Onda Rock            |          |
| Rockit               | positivo |
| Sentire Ascoltare    |          |
| Indie-eye            | positivo |

La pubblicazione ha ricevuto un'accoglienza molto positiva da parte di Alessandro Besselva Averame sulla storica rivista italiana Il Mucchio Selvaggio. Anche dalle recensioni di webzine musicali come Onda Rock (dove Litio viene definito un «classico intramontabile [...] irraggiungibile» ben interpretato dai Bachi da pietra) Rockit, SentireAscoltare e Indie-eye («Giovanni Succi e Bruno Dorella [sono] i loro degni eredi, gli unici in grado di portare avanti quella fusione di rock non convenzionale e poesia in lingua madre che per lungo tempo è rimasta una prerogativa esclusiva dei bolognesi») emerge un'accoglienza tendenzialmente positiva.

## Tracce
1. Massimo Volume – Morse (Bachi da pietra)
2. Massimo Volume – Un altro domani (Massimo Volume)
3. Bachi da pietra – Litio (Massimo Volume)
4. Bachi da pietra – Stige 11 (Bachi da pietra)

## Formazione
Massimo Volume
- Emidio (Mimì) Clementi - basso e voce
- Vittoria Burattini - batteria
- Egle Sommacal - chitarra elettrica
- Stefano Pilia - chitarra elettrica

Bachi da pietra
- Giovanni Succi - voce, chitarra, basso acustico
- Bruno Dorella - batteria